# Simões Filho
Simões Filho là một đô thị thuộc bang Bahia, Brasil. Đô thị này có diện tích 192,163 km², dân số năm 2007 là 109775 người, mật độ 571,3 người/km².